# Durstel
Durstel es una localidad y comuna francesa, situada en el departamento de Bajo Rin en la región de Alsacia. Tiene una población de 394 habitantes y una densidad de 83 h/km².

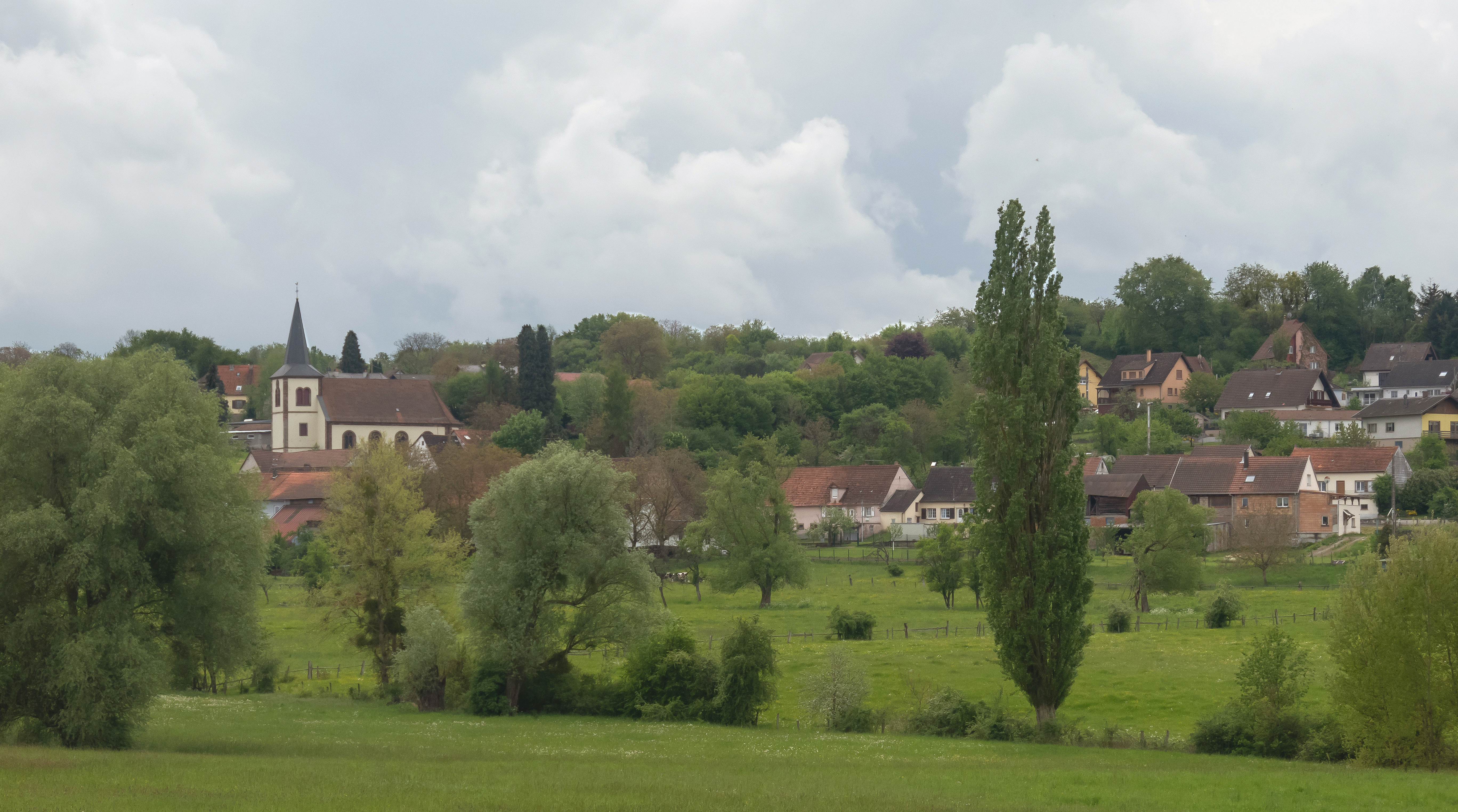
Durstel, vista del pueblo con la iglesia protestante